# 拉康塞普西
拉康塞普西是巴拿马奇里基省布加瓦区的一个城市。该市面积为66.9平方（25.8平方英里），2010年时人口为21,356，故其人口密度为319.2名居民每平方（827名居民每平方英里）。 1990年时人口为17,978，2000年时人口为19,330。